# Jean-Baptiste-François Pitra
Jean-Baptiste-François Pitra (Champforgeuil, 1º agosto 1812 – Roma, 9 febbraio 1889) è stato un cardinale e vescovo cattolico francese.

## Biografia
Dopo aver frequentato il seminario di Autun, entrò nell'Ordine dei Benedettini nel 1842.
Ordinato sacerdote il 13 dicembre 1836, nella cattedrale di Autun, divenne professore di retorica al seminario minore della città ove rimase dal 1836 al 1841. Entrato nel monastero di Solesmes dal 14 gennaio 1842, divenne professo dal 10 febbraio 1843. Priore di Saint-Germain-des-Prés dal marzo del 1843, divenne uno dei capi collaboratori dell'abate Migne nelle due Patrologiæ. Contributore del periodico Auxiliare Catholique, dal 1845 al 1850 viaggiò in Francia, Svizzera, Belgio, Paesi Bassi e Regno Unito per aiutare il proprio priorato a risolvere le sue difficoltà finanziarie. Chiamato a Roma nel 1858, fu inviato da papa Pio IX in Russia in visita alle biblioteche di San Pietroburgo e Mosca, ove rimase dal luglio 1859 al marzo 1860. Poco dopo fece varie visite ufficiali a venti monasteri Basiliani in Galizia e Austria. Supervisionò inoltre la nuova edizione dei libri liturgici del rito orientale preparati dalla Sacra Congregazione della Propaganda Fide (1861-1862). Era uno storico ed archeologo stimato.
Creato cardinale presbitero nel concistoro del 16 marzo 1863, il 19 marzo di quell'anno ottenne la berretta cardinalizia ed il titolo di cardinale presbitero di San Tommaso in Parione. Optò quindi per il titolo di San Callisto dal 22 febbraio 1867.
Bibliotecario di Santa Romana Chiesa dal 19 gennaio 1869, partecipò al Primo Concilio Vaticano (1869 - 1870) per poi divenire camerlengo del Sacro Collegio dei Cardinali dal 15 marzo 1875 al 28 gennaio 1876. Prese parte al conclave del 1878 con il quale venne eletto papa Leone XIII.
Optò dunque per l'ordine dei cardinali-vescovi e venne assegnato alla sede suburbicaria di Frascati dal 12 maggio 1879, venendo consacrato il 1º giugno successivo nella Cappella Sistina da papa Leone XIII, assistito da Alessandro Sanminiatelli Zabarella, arcivescovo titolare di Tiana, uditore generale della Camera Apostolica e presidente della Commissione Giudiziaria Vaticana, e da Francesco Marinelli, vescovo titolare di Porfireone, sacrestano del pontefice. Passò quindi alla sede suburbicaria di Porto e Santa Rufina e divenne suddecano del Sacro Collegio dei Cardinali dal 24 marzo 1884.
Morì il 9 febbraio 1889 alle 18:30, nel convento di San Callisto a Roma, a seguito di una complicazione cardiovascolare dovuta ad un edema polmonare. La sua salma venne trasferita nella basilica di Santa Maria in Trastevere a Roma il 12 febbraio alle 16:30, dopo l'assoluzione religiosa, per poi essere portata al cimitero di Campo Verano ove la salma sostò nella cappella della Propaganda Fide per poi esservi inumata. Le esequie si svolsero invece il 16 marzo 1889 e vennero celebrate da Adolph-Louis-Albert Perraud, vescovo di Autun, con la presenza di ventun cardinali tra i quali Luciano Luigi Giuseppe Bonaparte, che lo aveva assistito nella sua malattia.

## Opere

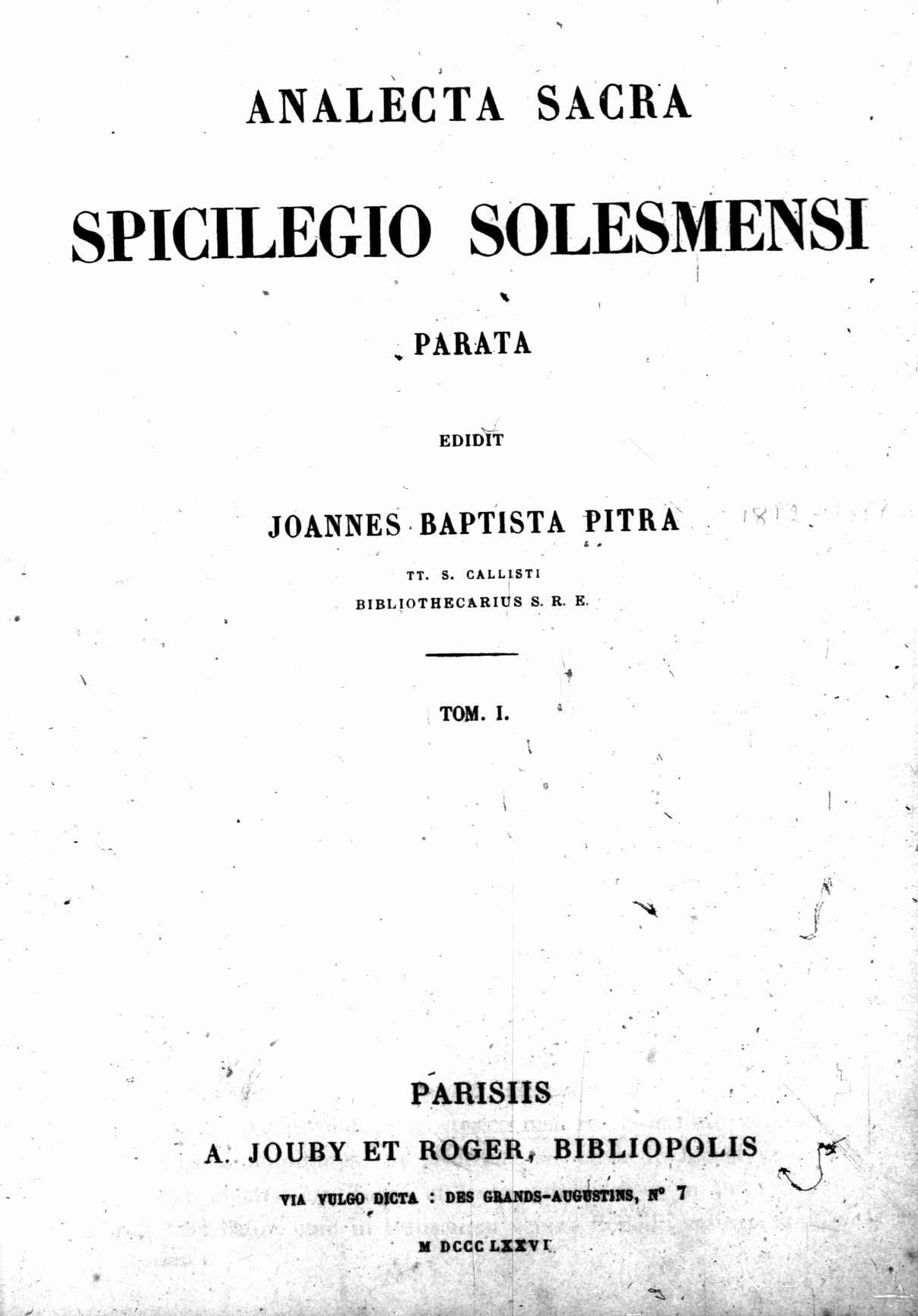
Analecta sacra spicilegio solesmensi parata, 1876

- (LA) Analecta sacra spicilegio solesmensi parata, vol. 1, Paris, 1876.
  - (LA) Analecta sacra spicilegio solesmensi parata, vol. 2, Paris, 1884.
  - (LA) Analecta sacra spicilegio solesmensi parata, vol. 4, Paris, 1883.

## Genealogia episcopale
La genealogia episcopale è:
- Cardinale Scipione Rebiba
- Cardinale Giulio Antonio Santori
- Cardinale Girolamo Bernerio, O.P.
- Arcivescovo Galeazzo Sanvitale
- Cardinale Ludovico Ludovisi
- Cardinale Luigi Caetani
- Cardinale Ulderico Carpegna
- Cardinale Paluzzo Paluzzi Altieri degli Albertoni
- Papa Benedetto XIII
- Papa Benedetto XIV
- Papa Clemente XIII
- Cardinale Marcantonio Colonna
- Cardinale Giacinto Sigismondo Gerdil, B.
- Cardinale Giulio Maria della Somaglia
- Cardinale Luigi Lambruschini, B.
- Papa Leone XIII
- Cardinale Jean-Baptiste-François Pitra, O.S.B.